# Mauro Mazzotti
Mauro Mazzotti (Cesena, 12 dicembre 1959) è un allenatore di baseball e dirigente sportivo italiano.
Oltre all'attività di allenatore e di GM, dal 1994 al 2006 è stato Scout per l'Europa per i Seattle Mariners, dal 2007 al 2011 per gli Houston Astros, dal 2013 al 2018 con i Baltimore Orioles e dall'inizio del 2023 collabora coi Cincinnati Reds.

## Carriera

### Allenatore

#### Club
Dopo essersi diplomato all'ISEF Milano nel 1984 ed aver allenato per due anni le giovanili di Milano e Bollate, Mazzotti nel 1987 assume la guida del BKV Milano destinato a diventare Polisportiva Milan, pool di squadre milanesi operanti in diversi sport raggruppate da Silvio Berlusconi.
Nel biennio 1994-1995 allena il Codogno Baseball '67 in Serie A2, parentesi seguita da un ritorno in Romagna precisamente al Rimini Baseball, dove è rimasto fino al 1999 ad eccezione di una stagione a Milano. Proprio con i riminesi nel 1999 Mazzotti vinse il suo primo scudetto.
È stato poi allenatore della Fortitudo Baseball Bologna dal 2000 al 2005, periodo in cui vinse altri due titoli nazionali. Uno scudetto arrivò anche nei tre anni trascorsi a Grosseto, poi la sua carriera è continuata con altre due stagioni a Rimini.
Nel 2011 ha cambiato ruolo, abbandonando le vesti di coach per assumere l'incarico di general manager del San Marino Baseball. Nell'aprile 2016, complice l'indisponibilità del manager Nanni che avrebbe dovuto sostituire il dimissionario Doriano Bindi, ha accettato di tornare sul campo per guidare la squadra nel resto della stagione, pur continuando a mantenere il suo ruolo dirigenziale. Nel 2017 è tornato a rivestire il solo ruolo di general manager.

#### Nazionali
Nel 2001 Mazzotti è coach di terza base nello staff tecnico della Nazionale Italiana guidata da Jim Davenport. Dal 2005 al 2007 rientra con la Azzurra nelle vesti di bench coach di Gianpiero Faraone.
Dal 2009 al 2014 viene chiamato alla guida della Nazionale Spagnola, con cui conquista due medaglie di bronzo agli Europei del 2012 e del 2014. Con gli iberici conquista anche una qualificazione al World Baseball Classic 2013, diventando uno dei pochi coach ad aver vestito la maglia di due diverse Nazionali in questa competizione (2006 Italia e 2013 Spagna).
Nel febbraio 2016 viene nominato nuovo manager della Nazionale Greca per il successivo Campionato Europeo, ma a luglio dà le dimissioni per ragioni personali.

## Palmarès

### Club
- Campionati italiani: 9

Rimini: 1999
Bologna: 2003, 2005
Grosseto: 2007
San Marino (da GM): 2011, 2012, 2013, 2021, 2022
- Coppa Italia: 4

Milano: 1990, 1991
Bologna: 2003, 2005
- Coppa delle Coppe: 2

Milano: 1991, 1992
- Supercoppa europea: 1

Milano: 1992
- European Cup: 2

San Marino (da GM): 2011, 2014

### Premi personali
2005 e 2007: Italian Coach of the Year
2009: CEB Coach of the Year
2012: EBCA Coach of the Year

## Pubblicazioni
È autore del manuale "Il baseball", edito nel 1987 da La Spiga/Libreria Meravigli Editrice per la collana "I giovani e lo sport".